# Adel in Groot-Brittannië

Wapenschild Groot-Brittannië

## Lijsten per gebied
- Peerage van Engeland: Alle titels gecreëerd door de koningen en koninginnen van Engeland voor de Acts of Union (1707).
- Peerage van Schotland: Alle titels gecreëerd door de koningen en koninginnen van Schotland voor 1707.
- Peerage van Ierland: De titels gecreëerd voor het Koninkrijk Ierland voor de Act of Union (1800) en sommige titels ook later.
- Peerage van Groot-Brittannië: Alle titels gecreëerd voor het koninkrijk Groot-Brittannië tussen 1707 en 1801.
- Peerage van het Verenigd Koninkrijk: De titels gecreëerd na 1801.

## Lijsten per stand

Hermelijnen mantel gedragen door de adel

- Lijst van hertogen in de adelstand van het Verenigd Koninkrijk en Ierland
- Lijst van markiezen in de adelstand van het Verenigd Koninkrijk en Ierland
- Lijst van graven in de adelstand van het Verenigd Koninkrijk en Ierland
- Lijst van burggraven in de adelstand van het Verenigd Koninkrijk en Ierland
- Lijst van Baronnen in de adelstand van het Verenigd Koninkrijk en Ierland